# O Canto da Cidade
O Canto da Cidade é o segundo álbum de estúdio da artista musical brasileira Daniela Mercury. Lançado pela Sony Music Brasil em 20 de setembro de 1992, com produção de Liminha. O projeto tornou-se um sucesso, recebeu disco de diamante cedido pela Associação Brasileira dos Produtores de Discos (ABPD) por vendas superiores a um milhão de cópias no Brasil. Estima-se que suas vendas já tenham excedido três milhões de exemplares em todo o mundo.
Deste disco foram extraídos seis singles para sua promoção, "O Canto da Cidade", "O Mais Belo dos Belos", "Batuque", "Só pra Te Mostrar" e "Você Não Entende Nada/Cotidiano" e "Bandidos da América". O Canto da Cidade foi considerado, em 2004, um dos cem melhores álbuns de Música Popular Brasileira pelo jornalista André Domingues, no livro Os Cem Melhores CDs de MPB. Em 2008, numa enquete promovida pelo site do jornal Folha de S. Paulo, foi eleito o álbum mais importante da música brasileira lançado durante a década de 1990, além de ser creditado como precursor da popularização do samba-reggae em todo o Brasil.

## Antecedentes e lançamento
| Críticas profissionais | Críticas profissionais |
| Avaliações da crítica  | Avaliações da crítica  |
| Fonte                  | Avaliação              |
| ---------------------- | ---------------------- |
| AllMusic               | [ 2 ]                  |

No início da tarde de 5 de junho de 1992, Daniela Mercury foi a um projeto chamado "Som do Meio-Dia", reunindo cerca de 20 mil pessoas em show realizado no vão livre do Museu de Arte de São Paulo (MASP). O show reuniu mais de trinta mil espectadores, que acabam saindo do congestionamento nas proximidades da Avenida Paulista. Após um show de quarenta minutos, Daniela foi retirada do palco por representantes do posto de turismo de São Paulo, que se preocupavam com a estrutura do museu, obtiveram ordem da polícia militar para removê-la do local.
Logo após o show, Daniela foi contratada pela gravadora Sony Music Brasil e, através disso, lançou seu segundo álbum solo, O Canto da Cidade. O álbum vendeu mais de dois milhões de cópias somente no Brasil e o álbum foi considerado pelo jornalista André Domingues um dos melhores álbuns da MPB de todos os tempos. De O Canto da Cidade foram extraídos seis singles para sua promoção, "O Canto da Cidade", "O Mais Belo dos Belos", "Batuque", "Você Não Entende Nada/Cotidiano" "Bandidos da América" e "Só pra Te Mostrar", a última é um dueto com Herbert Vianna. O Canto da Cidade é reconhecido como o álbum responsável por levar o Axé music para o grande público no Brasil.
O álbum também levou Mercury, ao especial de final de ano da Rede Globo, que foi mixado com apresentações ao vivo na Praça da Apoteose no Rio de Janeiro e videoclipes com Caetano Veloso, Herbert Vianna e Tom Jobim. Anos depois, o especial, anteriormente não lançado em vídeo, foi lançado em DVD para comemorar o 15º aniversário do lançamento do álbum. Em julho de 1993, Mercury foi uma das atrações do Brasil no prestigiado Montreux Jazz Festival, na Suíça .
Alguns consideram que O Canto da Cidade foi o precursor do movimento samba-reggae, então chamado Axé Music, ganhando força em todas as regiões do país e permitindo outros artistas de gênero, figurarem no cenário musical brasileiro. Acredita-se que, após este álbum, o Carnaval da Bahia ganhou uma cobertura massiva da mídia. Daniela Mercury experimentou, nesse período, um pico de popularidade raramente visto na história da indústria musical brasileira, sendo apelidado de "O furacão da Bahia" e "rainha do Axé".

## Faixas
| N.º            | Título                                                             | Compositor(es)                            | Duração |  |
| 1.             | "O Canto da Cidade"                                                | Daniela Mercury, Tote Gira                | 3:22    |  |
| 2.             | "Batuque"                                                          | Rey Zulu, Genivaldo Evangelista           | 3:21    |  |
| 3.             | "Você Não Entende Nada / Cotidiano" (Música Incidental)            | Caetano Veloso / Chico Buarque            | 3:05    |  |
| 4.             | "Bandidos da América"                                              | Jorge Portugal                            | 3:25    |  |
| 5.             | "Geração Perdida"                                                  | Daniela Mercury, Ramon Cruz, Toni Augusto | 4:11    |  |
| 6.             | "Só Pra Te Mostrar" (Participação de Herbert Vianna)               | Herbert Vianna                            | 3:57    |  |
| 7.             | "O Mais Belo dos Belos" (A Verdade do Ilê / O Charme da Liberdade) | Guiguio, Valter Farias, Adailton Poesia   | 3:31    |  |
| 8.             | "Rosa Negra"                                                       | Jorge Xaréu                               | 3:21    |  |
| 9.             | "Vem Morar Comigo"                                                 | Daniela Mercury, Durval Lelys             | 3:35    |  |
| 10.            | "Exótica das Artes"                                                | Armandinho Macedo, Edmundo Caroso         | 3:29    |  |
| 11.            | "Rimas Irmãs"                                                      | Carlinhos Brown                           | 3:42    |  |
| 12.            | "Monumento Vivo"                                                   | Moraes Moreira, Davi Moraes               | 3:06    |  |
| Duração total: | Duração total:                                                     | Duração total:                            | 37:51   |  |

## Prêmios
| Ano  | Prêmio       | Categoria                                              |
| ---- | ------------ | ------------------------------------------------------ |
| 1992 | Prêmio Sharp | Prêmio Especial de Melhor Música - "O Canto da Cidade" |
| 1992 | Prêmio Sharp | Prêmio Regional de Melhor Cantora                      |

## Tabelas

### Tabelas anuais
| Tabela musical (1992) | Posição |
| --------------------- | ------- |
| Brasil (Nopem)        | 50      |

| Tabela musical (1993) | Posição |
| --------------------- | ------- |
| Brasil (Nopem)        | 1       |

## Certificações e vendas
| Região                     | Certificação | Vendas    |
| -------------------------- | ------------ | --------- |
| Brasil (Pro-Música Brasil) | Diamante     | 3,000,000 |